# Marianne Lienhard
Marianne Lienhard-Marti (* 17. Juli 1968) ist eine Schweizer Politikerin (SVP) im Kanton Glarus.
Die Fachfrau für Finanzen und Rechnungswesen mit eidgenössischem Fachausweis war 2006–2014 im kantonalen Landrat und ab 2008 die Präsidentin der landrätlichen Finanzaufsichtskommission. Seit 2014 ist sie Regierungsrätin und als solche die Vorsteherin des Departementes für Volkswirtschaft und Inneres. Für die Amtsperiode 2020–2022 war sie Landammann von Glarus.
Lienhard ist verheiratet und wohnt in Elm. Sie ist heimatberechtigt in Glarus Nord und Glarus Süd.